# Neogirdharia
Neogirdharia és un gènere d'arnes de la família Crambidae.

## Taxonomia
- Neogirdharia digitata Song & Chen in Chen, Song & Yuan, 2004
- Neogirdharia jingdongensis Song & Chen in Chen, Song & Yuan, 2004
- Neogirdharia magnifica Song & Chen in Chen, Song & Yuan, 2004
- Neogirdharia quadrilatera Song & Chen in Chen, Song & Yuan, 2004
- Neogirdharia rotunda Song & Chen in Chen, Song & Yuan, 2004
- Neogirdharia spiculata Song & Chen in Chen, Song & Yuan, 2004